# ويلمنغتون (فيرمونت)
ويلمنغتون (بالإنجليزية: Wilmington, Vermont)‏ هي بلدة تقع بولاية فيرمونت في الولايات المتحدة. تبلغ مساحتها 106.9 (كم²)، وترتفع عن سطح البحر 477 م، بلغ عدد سكانها 2225 نسمة في عام 2000 حسب إحصاء مكتب تعداد الولايات المتحدة وتصل الكثافة السكانية فيها 21.8 نسمة/كم2.

## أعلام
- جيمس مانينغ تايلر
- هربرت جاي دافنبورت

## وصلات خارجية
- www.wilmingtonvermont.us
- The US50 - Cities and Towns in Vermont State
- Vermont Cities and Towns, Facts, Map, Flag, Colleges, Government, and More